# Мерл білокрилий
Мерл білокрилий (Neocichla gutturalis) — вид горобцеподібних птахів родини шпакових (Sturnidae). Мешкає в Центральній Африці. Це єдиний представник монотипового роду Білокрилий мерл (Neocichla).

## Опис
Довжина птаха становить 17 см, вага 64-72 г. У представників номінативного підвиду голова, підборіддя і горло сірі, від дзьоба до очей ідуть темні смуги. Спина коричнева, пера на ній мають охристі краї. Надхвістя сірувато-коричневе. Крила коричневі, першорядні махові пера мають легкий відблиск. Білі зовнішні краї другорядних махових пер формують на крилах помітну білу смугу, в польоті вона виглядає як світла пляма. Хвіст темно-коричневий з легким відблиском, дві пари крайніх стернових пер мають білі кінчики. Нижня частина тіла світло-охриста, центральна частина живота блідіша, білувата. Від горла до центра грудей іде чорна смуга. Райдужки жовті, дзьоб чорний, лапи жовтувато-коричневі.
Виду не притаманний статевий диморфізм. У молодих птахів тім'я і спина темно-коричневі, горло і нижня частина тіла поцятковані темно-коричневими плямами, райдужки сірі, дзьоб жовтуватий з темним кінчиком, лапи світло-коричневі. Представники підвиду N. g. angusta вирізняються більш вузькими білими краями другорядних махових пер і світлішою верхньою частиною тіла.

## Підвиди
Виділяють два підвиди:
- N. g. gutturalis (Barboza du Bocage, 1871) — південь центральної Анголи;
- N. g. angusta Friedmann, 1930[6] — Танзанія, північно-східна Замбія і північне Малаві.

## Поширення і екологія
Білокрилі мерли мешкають в Анголі, Замбії, Танзанії і Малаві. Вони живуть у лісистих саванах міомбо і мопане, на висоті до 1500 м над рівнем моря. Зустрічаються парами або зграйками до 10 птахів, під час негніздового періоду зграйками до 40 птахів. Іноді приєднуються до змішаних зграй птахів. Живляться довгоносиками та іншими жуками, термітами, іноді ягодами. Сезон розмноження в Анголі триває з серпня по жовтень, в Замбії з жовтня по листопад, в Малаві в листопаді. Гніздо розміщується в дуплі, на висоті до 8 м над рівнем моря, встелються лишайниками, мохом, травою, сухим листям і шерстю. В кладці 2-3 яйця.